# تصنيع أولي

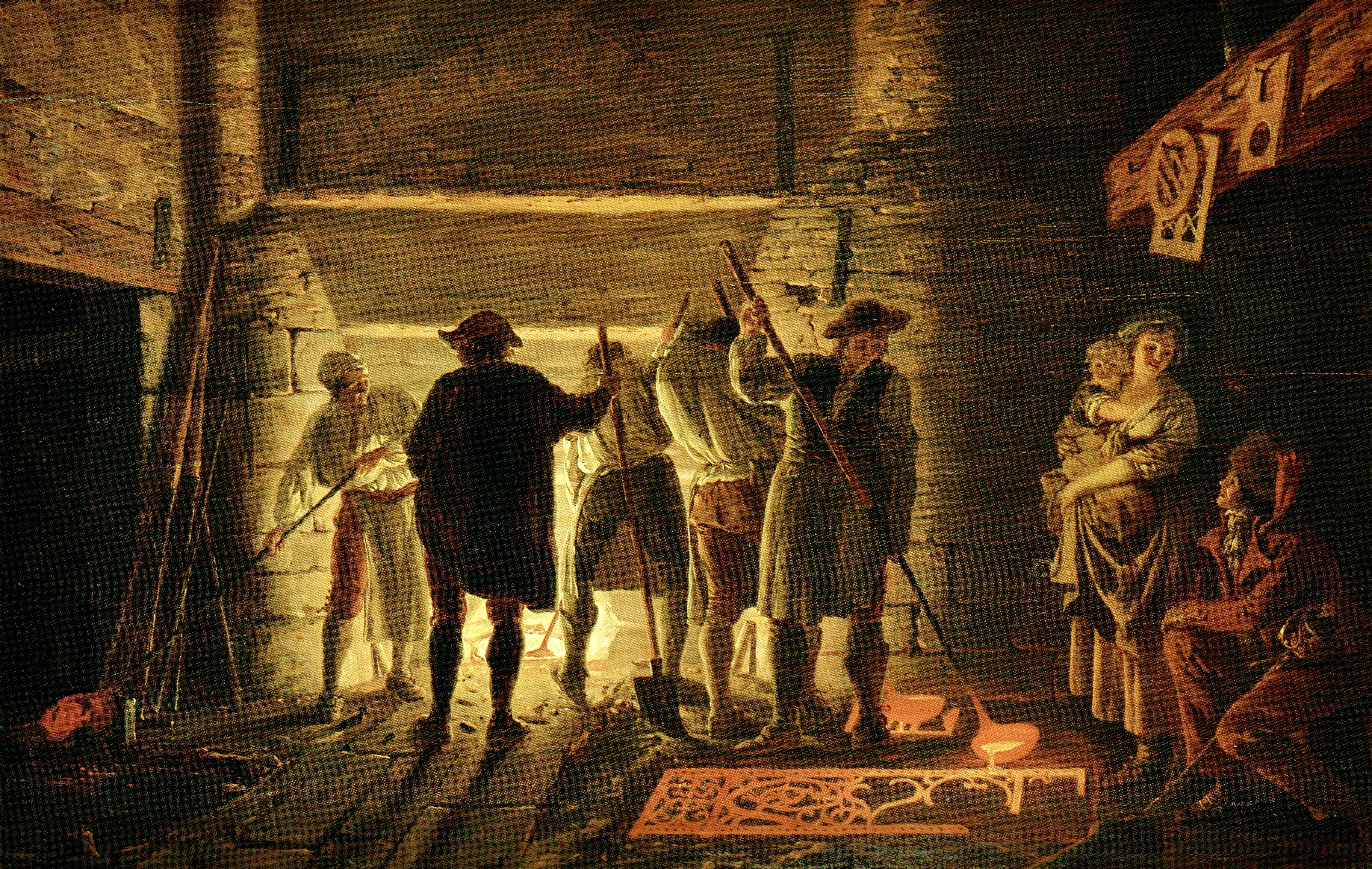
داخل مسبك بلجيكي – لوحة ليونارد ديفرانس (1735-1805) تسلط الضوء على الحياة الصناعية المبكرة في بلجيكا

التصنيع الأولي هو تنمية إنتاج الحرف اليدوية الريفية للأسواق الخارجية على المستوى الإقليمي، جنبًا إلى جنب مع الزراعة التجارية. طُرح المصطلح في أوائل سبعينيات القرن العشرين من قبل المؤرخين الاقتصاديين الذين جادلوا بأن مثل هذه التنمية التي حدثت في أجزاء من أوروبا بين القرنين السادس عشر والتاسع عشر، خلقت الظروف الاجتماعية والاقتصادية التي أدت إلى الثورة الصناعية. اقترح الباحثون في وقت لاحق أن ظروفًا مماثلة قد نشأت في أجزاء أخرى من العالم.
يعدّ التصنيع الأولي مصطلحًا متعلقًا بنظرية محددة حول دور الصناعات الأولية في ظهور الثورة الصناعية. جادل المؤرخون الآخرون حول جوانب نظرية التصنيع الأولي. ليس بالضرورة أن يكون منتقدو فكرة التصنيع الأولي من منتقدي فكرة وجود الصناعات الأولية بشكل بارز أو أنها لعبت دورًا كعوامل اجتماعية واقتصادية.
اتخذ نقد النظرية أشكالًا مختلفة، تراوحت بين أن الصناعات الأولية كانت مهمة وواسعة الانتشار ولكنها لم تكن العامل الرئيسي في الانتقال إلى الرأسمالية الصناعية، أو أن الصناعات الأولية لم تكن متميزة بما يكفي عن الأنواع الأخرى من التصنيع قبل الصناعي أو الحرف اليدوية الزراعية لتشكيل ظاهرة أوسع، أو أن التصنيع الأولي هو في الواقع تصنيع.
قام باحثون آخرون ببناء وتوسيع نطاق التصنيع الأولي، أو لخصوا نقاطه حول دور الصناعة الأولية في تطوير النظام الاقتصادي والاجتماعي الحديث المبكر لأوروبا والثورة الصناعية. تركزت الأمثلة الرئيسية للظواهر الاقتصادية المصنفة من قبل المؤرخين على أنها تصنيع أولي خارج أوروبا، في صوبة البنغال والصين خلال حكم أسرة سونغ.

## شبه القارة الهندية
حدد بعض المؤرخين وجود التصنيع الأولي في شبه القارة الهندية الحديثة المبكرة، وبشكل رئيسي في أغنى وأكبر قسم فرعي لها، صوبة البنغال (بنغلاديش الحديثة وغرب البنغال)، وكانت دولة تجارية رئيسية في العالم، وعلى اتصال تجاري بالأسواق العالمية منذ القرن الرابع عشر. شكلت صوبة البنغال بمفردها 40% من واردات هولندا خارج أوروبا.
كانت البنغال أغنى منطقة في شبه القارة الهندية، وأظهر اقتصادها المعتمد على الصناعة الأولية علامات على تحفيز ثورة صناعية. عمل شايستا خان عم الإمبراطور المغولي أورانجزيب، حاكم أو سوبيدار البنغال الليبرالي نسبيًا على استدامة النمو من خلال الصناعات التحويلية خلال القرنين السابع عشر والثامن عشر متفوقًا على الصين.
يمكن تفسير هذا النمو بالشريعة والاقتصاد الإسلامي الذي فرضه أورانجزيب، وفقًا لإحدى النظريات. أصبحت الهند أكبر دولة اقتصادية في العالم، إذ بلغت قيمة اقتصادها 25% من الناتج المحلي الإجمالي العالمي، وتمتعت بظروف أفضل من أوروبا الغربية في القرن الثامن عشر، قبيل الثورة الصناعية.
شهدت مملكة ميسور، التي شكلت قوة اقتصادية وعسكرية كبرى في جنوب الهند، وحكمها حلفاء إمبراطور فرنسا نابليون بونابرت، حيدر علي والسلطان تيبو، نموًا هائلًا في دخل الفرد والسكان، وتغيرًا هيكليًا في الاقتصاد، و زيادة وتيرة الابتكار التكنولوجي، وأبرزها التقنية العسكرية.